# Akeelah and the Bee
Akeelah and The Bee es una película de 2006 escrita y dirigida por Doug Atchison. El argumento trata de Akeelah Anderson (Keke Palmer), una niña de 11 años que participa en la Scripps National Spelling Bee, su madre Tanya Anderson (Angela Bassett), compañeros de clase, y también su preparador (Laurence Fishburne). También la educación en la comunidad negra. El transcurso de la película  muestra como Akeelah va teniendo obstáculos, conoce nuevos amigos y aprende más con el Dr. Joshua Larabee.

## Trama
Akeelah Anderson (Keke Palmer) asiste a la escuela secundaria de Crenshaw, escuela predominantemente negra del sur de Los Angeles. Akeelah es una brillante niña de 11 años de edad y nunca comete errores en sus pruebas de ortografía y realmente no parecen encajar. Ella vive con su viuda madre, Tanya (Angela Bassett), sus tres hermanos Kiana (Erica Hubbard), Devon (Lee Thompson), y Terrence (Julito McCullum), y su sobrina (bebé). Su director, el Sr. Welch y su maestra, la señora Cruz, le recomiendan inscribirse en el Concurso de deletreo Crenshaw ámbito escolar, que ella gana fácilmente la ortografía "de fantasía". 
Después de eso, el Dr. Joshua Larabee (Laurence Fishburne), un profesor de Inglés visitante y amigo de la universidad del señor Welch, la pone a prueba con algunas palabras difíciles y descubre su potencial para llegar a la abeja Nacional Spelling, a pesar de que deletrea mal "pulcritud".
Cuando Akeelah le pide al Dr. Larabee que la entrene, él la rechaza por ser insolente. En cambio, ella estudia por su cuenta para el concurso de ortografía del distrito. Durante la ronda final, ella pronuncia mal "sinécdoque". Su hermana Kiana detecta el engaño de una concursante finalista, al tratar de deletrearla "carmagnole" porque su madre le ayudó a deletrear con una "g". Ella trata de negar que hizo trampa, pero el concursante lo admite y el juez le descalifica. Esto permite que Akeelah tenga una segunda oportunidad para abordar la décima y última plaza de clasificación para la competencia regional/estatal por ortografía "pastiche".
Ella también conoce y se hace amiga de Javier Méndez D.E.P (J.R. Villarreal), un niño mexicano-estadounidense de 12 años de edad, y su compañero corrector ortográfico que gusta de Akeelah. Su amistad comenzó cuando ayudó Akeelah a colocar su número de participación en su camiseta, diciendo que él no va a "empalar a ella". Javier la invita a unirse al club de ortografía en su escuela secundaria de Woodland Hills.
En Woodland Hills, Akeelah cumple, Dylan Chiu (Sean Michael Afable), un chino-americano muchacho que había ganado el segundo lugar en los últimos dos concursos de ortografía nacionales. Él es despectivo de ella - al igual que los otros miembros del club de la ortografía - y le pide que deletrear " xantosis". Cuando ella comienza con una "z", él le dice que necesita un entrenador. Al término de la reunión del club de ortografía, Javier invita Akeelah a su fiesta de cumpleaños, donde tiene su primer beso con él, Javier juega por decir que sólo la besó por impulso, y en broma le pregunta si ella planea demandarlo por el acoso sexual. Dylan juega Scrabble con Akeelah y varios invitados. Akeelah casi derrota a Dylan, pero pierde por sólo dos puntos. Más tarde se escucha el padre de Dylan (Tzi Ma) reprenderlo por casi perder el juego.
Mientras tanto, Tanya, aún deprimida por la muerte de su marido y de que se trate para los grados de su hija y frecuente absentismo escolar, prohíbe Akeelah participar en la competencia estatal. Akeelah falsifica la firma de su padre en el formulario de consentimiento. Ella memoriza todas las palabras ganadoras de concursos pasados de deletreo y trabaja con el Dr. Larabee, aprende no sólo palabras, si lecciones de vida también. Después de una intensa discusión con el Dr. Larabee y el Sr. Welch en la competencia regional, Tanya cede, pidiendo a Akeelah le indique como debería ser castigada. Akeelah sugiere que no se le permita continuar en la abeja, que su madre dice que no sería un castigo para Akeelah, sino también pero los dos hombres que trabajaron duro para patrocinarla. Akeelah entonces sugiere duplicar sus tareas por un mes, que su madre acepta, sino que hace tres meses.
Mientras tanto, Javier ha realizado una acción dilatoria para evitar la descalificación de Akeelah, camina muy despacio hacia el micrófono, y pide su palabra, "ratatouille", que se repite cinco veces, definido y utilizado en una frase varias veces, sino que incluso pide que sea utilizado en una canción. Dylan termina primero, Javier segunda y tercera Akeelah, sino que todos procedan al Scripps Nacional de Ortografía.
Como se acerca la Navidad, Akeelah va a comprar Dr. Larabee un presente, sin saber que tiene planes de renunciar a entrenar con ella porque le recuerda demasiado de su hija fallecida Denise (hasta el punto de que en realidad la llama por ese nombre). En cambio, le da a Akeelah 5.000 tarjetas para estudiar.
Sin su entrenador, Akeelah pierde la motivación. Ella es rechazada por su mejor amiga, Georgia, y se siente la presión de su barrio para hacer que se sientan orgullosos. Pero después de que su madre le dice que si ella miró a su alrededor, ella tenía "50.000 entrenadores", Akeelah recluta entrenadores vecindad, incluyendo los miembros de su familia, compañeros de clase, maestros, amigos y su vecina Derrick T (Eddie Campanarios) y se prepara en serio.
Después de reunirse con el Dr. Larabee, Akeelah va a Washington, D.C. con su madre, su hermano mayor, el mejor amigo, el director, y el Dr. Larabee, sin saber que su entrenador ha pagado por cuatro de sus entradas.
En el avión, Akeelah se sienta junto a Javier, que tiene aversión a las alturas, y le da un beso en la mejilla. Akeelah y Georgia reavivan su amistad después de que ella invita a Georgia que la acompañara a Washington D.C. En la competencia, su actuación es sólida y estable, en gran parte gracias a su estrategia de "saltar la cuerda" de Dr. Larabee. Con sólo unos pocos tropiezos, ella se sonreía como un favorito del público.
Javier y Dylan también compiten; Javier se elimina en "Merovingio", que él explica Marovingian, quinto acabado y empieza a animar a Akeelah. Los otros finalistas, María Calveretti y Rajeeve Subramonian deletrean mal "mithridatism" y "vitrophyre", respectivamente. Por último, se ha reducido a Dylan y Akeelah, y los dos finalistas se permite un breve descanso antes de continuar con las palabras del campeonato 25. Durante el descanso, Akeelah oye por casualidad el padre de Dylan advirtiéndole que si obtiene el segundo lugar este año, su última oportunidad de convertirse en campeón de la escuela media, que será el segundo lugar para toda la vida. Akeelah intenta perder la competencia deliberadamente y falla en la ortografía de "xantosis", deletreando con una "z" en lugar de una "x". Dylan, sabiendo que Akeelah ha escrito mal deliberadamente la palabra, intencionalmente la escribe mal también, deletreando con "ses" en lugar de "sis". Aunque el jurado discute esta ocurrencia como improbable, Dylan dice Akeelah que él sólo quiere ganar en buena lid, burlándose de la actitud retadora de su padre. Ambos van palabra por palabra hasta el número 24.
Dylan deletrea correctamente "verborrea", lo que le valió al menos una parte del primer lugar, y Akeelah deletrea "pulcritud" correctamente para convertirse en cocampeón. Como lo hace, un breve montaje muestra de los personajes principales de toda la película (Akeelah, su familia, el Dr. Larabee, Georgia, Javier, el Sr. Welch, y Derrick T), aportando cada uno una carta a la palabra. Akeelah y Dylan ambos ganan, mientras que Tanya y el Dr. Larabee vienen a felicitar a Akeelah. Akeelah y el Dr. Larabee sostienen el trofeo, y los créditos empiezan a rodar.

## Reparto
- Keke Palmer - Akeelah Anderson
- Laurence Fishburne - Dr. Joshua Larabee
- Angela Bassett - Tanya Anderson
- J.R. Villarreal - Javier Mendez
- Sean Michael Afable - Dylan Chiu
- Erica Hubbard - Kiana Anderson
- Julito McCullum - Terrence Anderson
- Sahara Garey - Georgia
- Tzi Ma - Mr. Chiu
- Eddie Steeples - Derrick-T
- Lee Thompson Young - Devon Anderson

- Datos: Q2529557